# NGC 7680
NGC 7680 est une vaste galaxie lenticulaire située dans la constellation de Pégase. NGC 7680 a été découverte par l'astronome germano-britannique William Herschel en 1790.

## Caractéristiques
Sa vitesse par rapport au fond diffus cosmologique est de 4 495 ± 26 km/s, ce qui correspond à une distance de Hubble de 66,3 ± 4,7 Mpc (∼216 millions d'al).
À ce jour, une seule mesure non basée sur le décalage vers le rouge (redshift) donne une distance d'environ 90,400 Mpc (∼295 millions d'al). Cette valeur est loin à l'extérieur des valeurs de la distance de Hubble. Notons que c'est avec la valeur moyenne des mesures indépendantes, lorsqu'elles existent, que la base de données NASA/IPAC calcule le diamètre d'une galaxie et qu'en conséquence le diamètre de NGC 7680 pourrait être d'environ 41,1 kpc (∼134 000 al) si on utilisait la distance de Hubble pour le calculer, lui conférant ainsi une galaxie de taille moyanne.

## Groupe de NGC 7680
Selon A.M. Garcia, NGC 7680 fait partie d'un groupe de cinq galaxies qui porte son nom. Les quatre autres galaxies du groupe de NGC 7680 sont MCG 5-55-21, UGC 12666, UGC 12645 et UGC 12650.
Cependant, l'image créée avec les données du relevé SDSS montre trois autres galaxies situées près de NGC 7680. Les distances de Hubble de deux de ces galaxies sont très semblables à celle du groupe de NGC 7680 et n'ont pas été retenues par Garcia, leur décalage vers le rouge étant inconnu à l'époque de la publication de Garcia en 1993, car les données concernant ces trois galaxies citées par NED proviennent d'une publication parue intitulée « Explanatory Supplement to the AllWISE Data Release Products » en 2013. Il s'agit de LEDA 3088959 et de 2MASX J23282316+3221445 dont les distances de Hubble sont respectivement de 72,91 ± 5,14 Mpc (∼238 millions d'al) et de 68,80 ± 4,87 Mpc (∼224 millions d'al). La galaxie LEDA 3098420 est située beaucoup plus loin à une distance de 109,81 ± 7,69 Mpc (∼358 millions d'al) et ne fait sans aucun doute pas partie de ce groupe